# L'uomo dei ghiacci - The Ice Road
L'uomo dei ghiacci - The Ice Road (The Ice Road) è un film del 2021 scritto e diretto da Jonathan Hensleigh.

## Trama
In seguito a un'esplosione di gas metano in una miniera di diamanti nel Manitoba, 26 minatori rimangono intrappolati sottoterra con riserve limitate di ossigeno. Per salvarli, è necessario trasportare teste di pozzo alla miniera entro 30 ore, attraversando laghi ghiacciati ormai instabili a causa della stagione avanzata.
Jim Goldenrod, esperto camionista, organizza la missione e recluta Mike McCann e suo fratello Gurty, un veterano con PTSD e afasia. Si unisce anche Tantoo, una giovane donna nativo-americana, il cui fratello Cody è tra i minatori intrappolati. Varnay, rappresentante della compagnia mineraria Katka, partecipa come supervisore.
Il convoglio parte con tre camion, ciascuno trasportante una testa di pozzo. Durante il tragitto, il camion di Goldenrod si blocca e sprofonda nel ghiaccio; Jim sacrifica la propria vita per salvare gli altri. Successivamente, i camion di Mike e Tantoo si ribaltano a causa delle crepe nel ghiaccio.
Varnay accusa Tantoo di sabotaggio, ma si scopre che è lui il colpevole, intenzionato a impedire il salvataggio per nascondere le negligenze della Katka. Dopo aver tentato di eliminare Mike e Gurty, Varnay fugge con Tantoo svenuta. I fratelli riescono a salvarsi e riprendono l'inseguimento.
Durante una serie di scontri, Gurty perde la vita per salvare il carico. Mike e Tantoo riescono infine a consegnare le teste di pozzo, salvando i minatori. I responsabili della Katka vengono arrestati per le loro azioni.
Tre mesi dopo, Mike visita Tantoo nel garage di Goldenrod, guidando un nuovo camion in onore del fratello scomparso.

## Produzione
Le riprese del film sono iniziate nel febbraio 2020 e si sono svolte nella provincia canadese di Manitoba tra Winnipeg, Île-des-Chênes e Gimli.

## Promozione
Il primo trailer del film è stato diffuso il 18 maggio 2021.

## Distribuzione
Negli Stati Uniti il film è stato distribuito su Netflix a partire dal 25 giugno 2021, che ha acquistato i diritti di distribuzione per 18 milioni di dollari, mentre in Italia è stato distribuito al cinema da BiM Distribuzione.

### Divieti
Negli Stati Uniti d'America il film è stato vietato ai minori di 13 anni non accompagnati da adulti per la presenza di violenza e linguaggio forte.

### Edizione italiana
La direzione del doppiaggio è di Alessandro Rossi e i dialoghi italiani sono curati da Cristina Boraschi per conto della CDR che si è occupata anche della sonorizzazione.

## Accoglienza

### Incassi
Il film ha incassato 7502846 $ in tutto il mondo.

### Critica
Sull'aggregatore di recensioni Rotten Tomatoes il film riceve il 33% delle recensioni professionali positive con un voto medio di 4,3 su 10 basato su 21 recensioni, mentre su Metacritic ha un punteggio di 42 su 100 basato su 24 recensioni.

## Riconoscimenti
- 2022 - Critics' Choice Awards[9]
  - Candidatura per il miglior attore in un film d'azione a Liam Neeson
- 2022 - Golden Reel Awards[10]
  - Candidatura per il miglior montaggio sonoro in un film non cinematografico

## Sequel
Nel maggio 2023, Amazon ha acquistato i diritti di distribuzione del sequel, intitolato Ice Road 2: Road to the Sky; il film, scritto e diretto sempre da Jonathan Hensleigh, seguirà il viaggio di Mike, interpretato sempre da Liam Neeson, verso il Nepal per mantenere la promessa fatta al fratello in punto di morte. Le riprese sono state fissate per i primi mesi del 2024 e avranno luogo in Australia.